# استحکام‌بخشی آلومینیوم
پنج مکانیزم مجزا برای استحکام‌بخشی آلومینیوم وجود دارد که قابل اعمال به آلیاژهای آلومینیوم هستند. این مکانیزم‌ها شامل: کنترل اندازه دانه، آلیاژهازی محلول جامد، تشکیل فاز ثانویه، کرنش سختی (کار-سرد) و رسوب سختی یا پیرسختی می‌باشند.

## کنترل اندازه دانه
اثر هال-پچ یا رفتار هال-پچ که استحکام‌بخشی مرزدانه‌ای نیز نامیده می‌شود، به پدیده افزایش تنش تسلیم مواد با کاهش اندازه دانهٔ آن‌ها گفته می‌شود. رابطه بین این پارامترها اولین بار توسط هال پیشنهاد شده و سپس توسط پچ بسیار گسترش یافت. این رابطه به صورت زیر بیان می‌شود.
که در آن iσ، استحکام تسلیم،o σ تنش اصطکاکی، k پارامتر قفل شدن و D قطر متوسط دانه‌ها است. مطابق معادله هال-پچ با کاهش اندازه دانه، استحکام تسلیم و استحکام نهایی کششی فلزات افزایش می‌یابند.

## استحکام‌بخشی محلول جامد
فلزات بسیار کمی در حالت خالص استفاده می‌شوند، زیرا به‌طور کلی استحکام فلزات خالص برای اغلب مصارف مهندسی کافی نیست. برای بالا بردن استحکام، فلز آلیاژسازی می‌شود، یعنی با سایر عناصر مخلوط می‌شود. نوع و مقدار عناصر آلیاژی به دقت انتخاب و کنترل می‌شوند تا خواص مطلوب را ایجاد کنند.

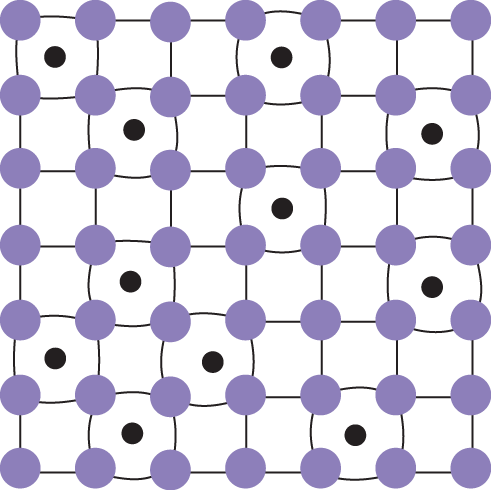
محلول جامد بین نشین (interstitial solution)

محلول جامد جانشین (substitutional solute)

آلیاژ، یک جامد فلزی است که از طریق حل کردن یک جزء حل شدنی یا بیشتر یعنی همان عناصر آلیاژی، در توده فلز یعنی حلال، در حالت مایع ساخته می‌شود. آلیاژ در حین سرد کردن به صورت یک محلول جامد منجمد می‌شود که می‌تواند در یک محدوده ترکیب وجود داشته باشد و تمام این آلیاژ به صورت همگن خواهد بود. عناصر زیادی می‌توانند با آلومینیوم آلیاژسازی شوند لیکن تنها تعداد نسبتاً کمی از این‌ها می‌توانند سبب افزایش استحکام یا جوش پذیری شوند. مهم‌ترین عناصر آلیاژی عبارتند از سیلیسیم، که سبب افزایش استحکام و سیالیت می‌شود؛ مس، که استحکام بسیار بالا ایجاد می‌کند؛ منیزیم، که هر دو مورد استحکام و مقاومت به خوردگی را بهبود می‌بخشد؛ منگنز، که هم استحکام و هم انعطاف‌پذیری را بهبود می‌دهد؛ و روی، که در ترکیب با منیزیم یا مس، استحکام را بهبود می‌بخشد و به بازیابی استحکام از دست رفته در حین جوشکاری کمک می‌کند.

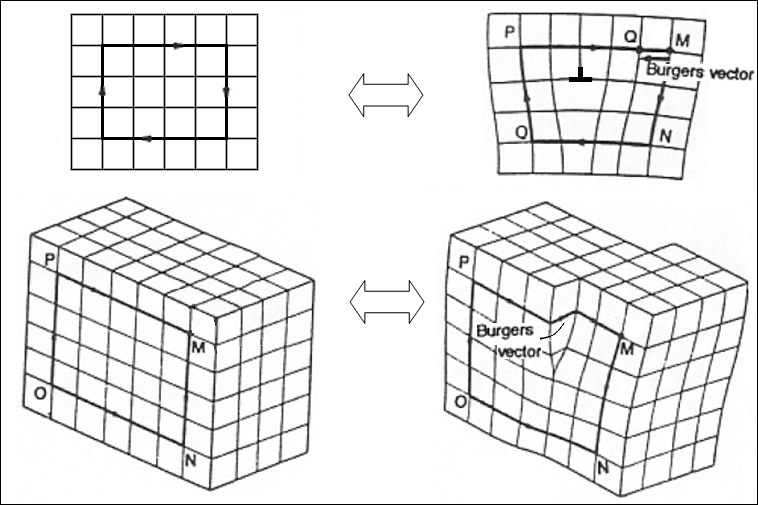
بردار برگرز ذر نابه جایی پیچی

## کار سرد یا کرنش سختی
کار سرد، کار سختی یا کرنش سختی، یک فرایند مهم برای افزایش استحکام یا سختی فلزات و آلیاژهایی است که نمی‌توانند با عملیات حرارتی سخت شوند. کار سختی شامل یک تغییر شکل است که با دادن انرژی مکانیکی ورودی ایجاد می‌شود. هنگامی که تغییر شکل ایجاد شود، استحکام فلز افزایش می‌یابد و سخت‌تر می‌شود ولی انعطاف‌پذیری کاهش می‌یابد. در کار سرد یک یا دو بعد از قطعه تحت کارسرد کاهش و در نتیجه بعد یا بعدهای دیگر افزایش می‌یابند. این موضوع سبب افزایش طول دانه‌های فلز در همان جهت کارسرد می‌شود. افزایش طول دانه‌ها یک جهت‌گیری ترجیحی از دانه‌ها و یک تنش سطح بالا از تنش‌های داخلی را در پی خواهد داشت. افزایش تنش داخلی نه تنها استحکام را افزایش و انعطاف‌پذیری را کاهش می‌دهد، بلکه منجر به کاهش بسیار جزیی چگالی، کاهش هدایت الکتریکی، افزایش ضریب انبساط حرارتی و کاهش مقاومت به خوردگی تنشی می‌شود.

## رسوب (پیر) سختی
چندین روش برای ایجاد ریز ساختارهایی با حضور دو فاز یا بیشتر وجود دارد. هندسه فازها به مقدار نسبی آن‌ها، اینکه فاز کمتر در داخل دانه‌ها پخش شده باشد یا در مرز دانه‌ها وجود داشته باشد و نیز اندازه و شکل دانه‌ها بستگی دارد. فازها با فرایندی به نام رسوب‌گذاری تشکیل می‌شوند که در آن دما و زمان هر دو کنترل می‌شوند و به یک کاهش در حلالیت جامد با کاهش دما نیاز است. یعنی در دمای بالا، جزء حل شونده زیادتری، نسبت به دمای پایین، در حلال حل می‌شود. به منظور پیر سخت کردن یا رسوب سخت کردن یک آلیاژ، در مرحله اول آلیاژ تا دمایی به اندازه کافی بالا حرارت داده می‌شود تا فاز ثانویه وارد محلول شود. سپس فلز به سرعت مثلاً با کوئنچ کردن در آب یا سرد کردن در هوا، سرد می‌شود. سرعت سرد کردن مورد نیاز بستگی به سیستم آلیاژی دارد. بیشتر آلیاژهای آلومینیوم به منظور ایجاد سرعت بالای سرد شدن، در آب کوئنچ می‌شوند. سرعت سرد کردن باید به اندازه کافی بالا باشد، تا فاز ثانویه، زمان لازم جهت رسوب‌گذاری را در اختیار نداشته باشد. فاز ثانویه در دمای محیط به صورت یک محلول جامد فوق اشباع در داخل محلول باقی می‌ماند. این فاز یک فاز شبه پایدار است. یعنی اگر محرک مناسب ایجاد شود، فاز ثانویه رسوب‌گذاری خواهد نمود. این محرک، پیرسازی یعنی حرارت دادن آلیاژ در دمای پایین است. حرارت دادن باعث نفوذ اتم‌ها می‌شود و رسوب‌های بسیار ریزی شروع به شکل گرفتن خواهند نمود. این رسوب‌ها به گونه‌ای ریزند که با تکنیک‌های معمولی متالوگرافی قابل تفکیک نیستند. این رسوب‌ها، همدوس (هم سیما) نام‌گذاری شده‌اند. شبکه هنوز پیوسته می‌باشد اما اعوجاج یافته‌است و در نتیجه منجر به ایجاد استحکام کششی فوق‌العاده بالایی در آلیاژ خواهد شد. اگر حرارت دادن ادامه داده شود یا پیر سازی در دماهای بیش از اندازه بالا اتفاق بیفتد، آلیاژ دچار فراپیری می‌شود. یعنی رسوب، شاید به اندازه‌ای که با متالوگرافی قابل رویت باشد، درشت می‌شود. استحکام کششی کم می‌شود اما انعطاف‌پذیری زیاد می‌شود. اگر فرایند فراپیری همچنان ادامه یابد، آلیاژ به نقطه‌ای می‌رسد که خواص مکانیکی آن منطبق بر همان خواص مکانیکی ساختار آنیل شده‌است.

## حالات اصلی تمپر
حالات اصلی تمپر در مورد آلیاژهای آلومینیوم به پنج دسته کلی F , O , H , T , W تقسیم‌بندی می-شوند که حالت‌های T, W فقط برای آلیاژهای عملیات حرارتی شونده و حالت H فقط برای محصولات کار پذیر عنوان می‌گردد و حالت F , O برای اکثر آلیاژها قابل ذکر هستند.

## حالت تمپر F (شرایط اولیه تولید)
این نشانه در مورد محصولاتی که از روش کارسرد یا کار گرم و نیز فرآیندهای ریختگری تولید شده‌اند و کنترل خاصی بر روی شرایط حرارتی یا مکانیکی آن‌ها اعمال نشده گفته می‌شود. یعنی بر روی قطعه تولیدی، عملیات حرارتی یا مکانیکی خاصی که منجر به تولید خواص ویژه شود، هنوز انجام نشده‌است.

## حالت تمپرآنیلشدن (O)
در آلیاژهای کارپذیر تمپر با نماد O برای رسیدن به کمترین استحکام و بیش‌ترین نرمی و در آلیاژهای ریختگی این تمپر برای رسیدن به بیش‌ترین داکتلیته و پایداری ابعادی بکار می‌رود.

## حالت تمپر H (کرنش سختی شده)
این حالت تمپر فقط در مورد آلیاژهای کارپذیر گفته می‌شود. در این حالت سخت شدن و افزایش استحکام فلز در اثر فرایندهای کار سرد مثل نورد، کشش، پرس و … ایجاد می‌گردد و در اصطلاح گفته می‌شود که فلز کار سخت شده‌است.
در برخی موارد پس از کارسرد اعمال شده ممکن است با عملیات حرارتی، خواص مکانیکی را کمی کاهش دهند.
حالت تمپر H به حالت‌های فرعی که هر یک بیانگر شرایط تولید و سخت سازی کرنشی خاصی هستند تقسیم‌بندی می‌شود. این تقسیم‌بندی به وسیله ارقامی که پس از حرف H می‌آیند نشان داده می‌شوند.
عدد اول پس از حرف H نشان دهنده عملیات اصلی انجام شده می‌باشد و شامل یکی از حالت‌های زیر است.
H1: فقط کرنش سخت شده
این حالت به محصولاتی گفته می‌شود که رسیدن به استحکام مکانیکی مطلوب فقط با انجام کار سرد (کرنش سختی) و بدون انجام عملیات حرارتی تکمیلی حاصل می‌گردد. عدد بعد از H1 نشان دهنده درجه کرنش سختی است.
H2: کرنش سخت شده و سپس آنیل جزئی شده
این حالت به محصولاتی گفته می‌شود که در ابتدا کارسرد شده و کرنش سخت شده‌اند و سپس بر روی آن‌ها عملیات حرارت آنیل جزئی انجام شده‌است. عدد پس از H2 معرف درجه کرنش سختی باقی‌مانده پس از آنیل جزئی است.
H3: کرنش سخت شده و پایدار شده به کمک عملیات حرارتی